# Фіцнерівна-Морозова Марія Іванівна
Марі́я Іва́нівна Фіцнері́вна-Моро́зова (8 грудня 1873, Львів — 1920, Кам'янка-Струмилівська, нині Кам'янка-Бузька Львівської області) — українська драматична акторка і співачка (сопрано).
У 1892—1902 роках у театрі товариства «Руська Бесіда».
У 1897—1899 гастролювала на центральних і східноукраїнських землях, у Москві і в Сибіру.
Ролі:
- Феся («Рябина» І. Франка),
- Одарка («Запорожець за Дунаєм» С. Гулака-Артемовського),
- Сантуцца («Сільська честь» П. Масканьї) та ін.